# Międzynarodowe mistrzostwa w biegach przełajowych
Międzynarodowe mistrzostwa w biegach przełajowych (ang. International Cross Country Championships), zwane również Crossem Narodów – międzynarodowe zawody lekkoatletyczne organizowane od 1903 roku do 1972.
Pierwsze nieoficjalne zawody w biegach przełajowych odbyły się w 1898 w Ville-d’Avray we Francji. Wzięło w niech udział kilkunastu zawodników z Anglii i Francji. Zwyciężył reprezentant Anglii Sidney Robinson.
Oficjalne mistrzostwa w biegach przełajowych były rozgrywane od 1903. Ich pierwsza edycja odbyła się w Hamilton. Początkowo startowały reprezentacje czterech narodów brytyjskich – Anglii, Szkocji, Walii i Irlandii. Francja wystąpiła jako pierwsze państwo spoza Zjednoczonego Królestwa w 1907, Belgia dołączyła w 1923, a Hiszpania, Luksemburg, Szwajcaria i Włochy w 1929.
Organizacją mistrzostw zajmowała się Międzynarodowa Unia Biegów Przełajowych. Zawody rozgrywano zarówno w konkurencji indywidualnej, jak i drużynowej, corocznie (z przerwą na wojny światowe). Początkowo startowali tylko mężczyźni (seniorzy). Mistrzostwa juniorów, w których mogli startować zawodnicy, którzy nie ukończyli 21. roku życia, dodano w 1961 (chociaż nieoficjalne mistrzostwa juniorów odbyły się w 1940), a mistrzostwa kobiet w 1967 (nieoficjalne mistrzostwa kobiet rozegrano w latach 1931, 1932, 1935, 1938 i 1954–1957).
Od 1973 mistrzostwa zostały zastąpione mistrzostwami świata w biegach przełajowych organizowanymi przez IAAF.

## Edycje
| Edycja    | Miasto                    | Państwo           |
| --------- | ------------------------- | ----------------- |
| 1898      | Ville-d’Avray             | Francja           |
| 1899–1902 | nie rozgrywano            |                   |
| 1903      | Hamilton                  | Szkocja           |
| 1904      | St Helens                 | Anglia            |
| 1905      | Dublin                    | Irlandia          |
| 1906      | Caerleon                  | Walia             |
| 1907      | Glasgow                   | Szkocja           |
| 1908      | Colombes                  | Francja           |
| 1909      | Derby                     | Anglia            |
| 1910      | Belfast                   | Irlandia          |
| 1911      | Caerleon                  | Walia             |
| 1912      | Edynburg                  | Szkocja           |
| 1913      | Juvisy-sur-Orge           | Francja           |
| 1914      | Amersham                  | Anglia            |
| 1915–1919 | nie rozgrywano            |                   |
| 1920      | Belfast                   | Irlandia          |
| 1921      | Caerleon                  | Walia             |
| 1922      | Glasgow                   | Szkocja           |
| 1923      | Maisons-Laffitte          | Francja           |
| 1924      | Newcastle                 | Anglia            |
| 1925      | Dublin                    | Irlandia          |
| 1926      | Bruksela                  | Belgia            |
| 1927      | Caerleon                  | Walia             |
| 1928      | Ayr                       | Szkocja           |
| 1929      | Vincennes                 | Francja           |
| 1930      | Leamington                | Anglia            |
| 1931      | Dublin (mężczyźni)        | Irlandia          |
| 1931      | Douai (kobiety)           | Francja           |
| 1932      | Bruksela (mężczyźni)      | Belgia            |
| 1932      | Croydon (kobiety)         | Anglia            |
| 1933      | Caerleon                  | Walia             |
| 1934      | Ayr                       | Szkocja           |
| 1935      | Auteuil (mężczyźni)       | Francja           |
| 1935      | Morecambe (kobiety)       | Anglia            |
| 1936      | Blackpool                 | Anglia            |
| 1937      | Bruksela                  | Belgia            |
| 1938      | Belfast (mężczyźni)       | Irlandia Północna |
| 1938      | Lille (kobiety)           | Francja           |
| 1939      | Cardiff                   | Walia             |
| 1940      | Paryż (juniorzy)          | Francja           |
| 1941–1945 | nie rozgrywano            |                   |
| 1946      | Ayr                       | Szkocja           |
| 1947      | Saint-Cloud               | Francja           |
| 1948      | Reading                   | Anglia            |
| 1949      | Dublin                    | Irlandia          |
| 1950      | Bruksela                  | Belgia            |
| 1951      | Caerleon                  | Walia             |
| 1952      | Hamilton                  | Szkocja           |
| 1953      | Vincennes                 | Francja           |
| 1954      | Birmingham                | Anglia            |
| 1955      | San Sebastián (mężczyźni) | Hiszpania         |
| 1955      | Ayr (kobiety)             | Szkocja           |
| 1956      | Belfast (mężczyźni)       | Irlandia Północna |
| 1956      | Upminster (kobiety)       | Anglia            |
| 1957      | Waregem (mężczyźni)       | Belgia            |
| 1957      | Musselburgh (kobiety)     | Szkocja           |
| 1958      | Cardiff                   | Walia             |
| 1959      | Lizbona                   | Portugalia        |
| 1960      | Hamilton                  | Szkocja           |
| 1961      | Nantes                    | Francja           |
| 1962      | Sheffield                 | Anglia            |
| 1963      | San Sebastián             | Hiszpania         |
| 1964      | Dublin                    | Irlandia          |
| 1965      | Ostenda                   | Belgia            |
| 1966      | Rabat                     | Maroko            |
| 1967      | Barry                     | Walia             |
| 1968      | Tunis                     | Tunezja           |
| 1969      | Clydebank                 | Szkocja           |
| 1970      | Vichy                     | Francja           |
| 1970      | Frederick (kobiety)       | Stany Zjednoczone |
| 1971      | San Sebastián             | Hiszpania         |
| 1972      | Cambridge                 | Anglia            |